# Amalia Romero
Amalia Romero Benítez (Benalup-Casas Viejas, Cádiz, 1968) es una política y administrativa española del Partido Socialista Obrero Español, alcaldesa de su pueblo natal desde el 10 de noviembre de 2011 al 15 de junio de 2019. Es la primera mujer en ostentar el cargo de alcaldesa y la segunda electa democráticamente tras la muerte de Francisco Franco.

## Biografía
Casada y madre de dos hijos, es miembro del Partido Socialista Obrero Español, de donde forma parte de la corporación municipal desde 1994, ocupando el cargo de Responsabilidades en Áreas de Hacienda y Presidencia. También es secretaria del PSOE de Benalup-Casas Viejas desde 2004, y en 2011 es elegida alcaldesa, cuando en las de 2019, renunció a la alcaldía de su pueblo natal.

### Elecciones municipales
En las municipales de 2011, el Partido Socialista Obrero Español fue el ganador de las elecciones, obteniendo 6 concejales, mientras que el Partido popular consiguió 4, y otros como Andalucía por Sí e Izquierda Unida también tuvieron representación, llegando a ser alcaldesa de Benalup.
En las municipales de 2015 vuelve a ganar el Partido Socialista Obrero Español, obteniendo de nuevo 6 concejales, con 41% de los votos, mientras que el Partido Popular, consiguió 4, con 25% de los votos obtenidos. Siendo reelegida en la alcaldía de Benalup-Casas Viejas de nuevo.
En las municipales de 2019, el Partido Socialista Obrero Español volvió a ganar las elecciones, obteniendo 6 concejales, mientras que el Partido Popular consiguió 4, renunciando Amalia Romero a la alcaldía, llegando Antonio Cepero a la alcaldía de su pueblo natal.